# Ataque de Aoréma
O ataque de Aoréma, ocorreu no dia 15 de abril de 2023, na aldeia de Aorema, perto da cidade de Ouahigouya, na Região Norte de Burkina Faso, não muito longe da fronteira com a República do Mali, com ataques de organizações terroristas armadas onde pelo menos 44 pessoas foram mortas e outras 33 ficaram feridas. Essas organizações foram responsabilizadas pelo governador da região do Sahel, que também alegou que a ofensiva do exército as tornou ineficazes.

## Contexto
Uma campanha de sete anos de organizações jihadistas ligadas à Al Qaeda e ao Estado Islâmico foi travada contra Burkina Faso. Segundo estimativas de ONGs, essas organizações iniciaram sua campanha no vizinho Mali em 2015, que resultou na morte de mais de 10.000 civis, soldados e policiais, além do deslocamento de pelo menos dois milhões de pessoas. Segundo dados oficiais, acredita-se que as organizações jihadistas governem 40% da nação.
Desde que o capitão Ibrahim Traoré derrubou o governo em um golpe em setembro de 2022, os ataques estão entre os piores. O novo chefe militar de Burkina Faso prometeu intensificar uma "ofensiva dinâmica" contra os jihadistas em resposta ao número de ataques rebeldes ocorridos desde o início do ano. O governador garantiu que estão sendo feitos esforços para acalmar a região.

## Desenrolar
Em 15 de abril de 2023, um destacamento das Forças Armadas de Burkina Faso e dos Voluntários para a Defesa da Pátria foi atacado por jihadistas perto da comuna de Aoréma. ·  Os confrontos começam por volta das 16h e duram cerca de duas horas.

## Baixas
De acordo com um comunicado da província da Região Norte divulgado em 16 de abril, seis soldados e 34 milicianos dos Voluntários para a Defesa da Pátria foram mortos durante o ataque e 33 ficaram feridos.
Nos dias que se seguiram, Agnès Faivre, correspondente do jornal Libération, indica por sua vez que "as fontes de segurança convergem com um número de mortos de mais de 75, incluindo a maioria do VDP".
A governadoria também afirma que uma “resposta” foi lançada após o ataque e “permitiu neutralizar várias dezenas de terroristas”.
O exército burquinense relatou oito soldados e 32 milicianos dos VDP mortos e cerca de trinta feridos. Também afirma que "pelo menos cinquenta terroristas" foram "neutralizados".